# Chabauchnum/Biu

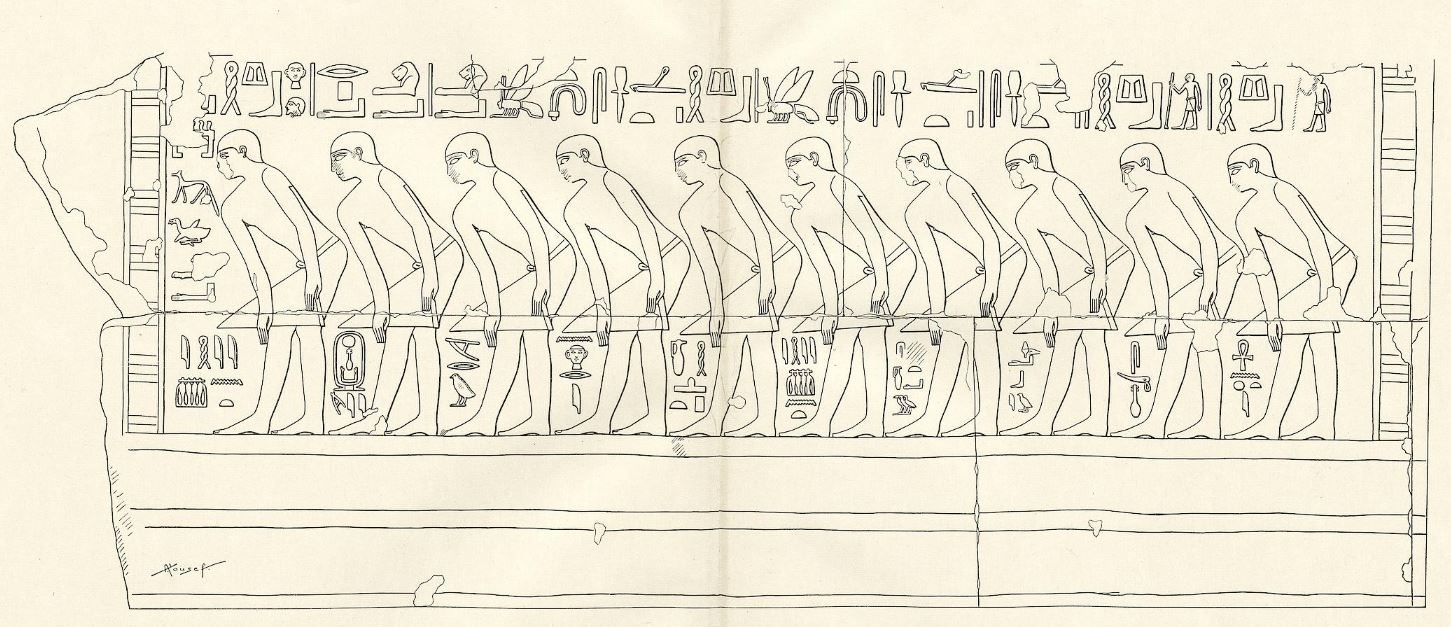
Relief aus Totentempel von Pepi II; Biu ist der dritte von rechts

Chabauchnum (übersetzt „Möge die Macht des Chnum erscheinen“), mit dem zweiten Namen Biu, war ein altägyptischer Wesir während des Alten Reiches, der unter König (Pharao) Pepi II. (etwa 2245 bis 2180 v. Chr.) amtierte. Er ist von seinem Grab in Sakkara, nahe der Pepi-II.-Pyramide, bekannt. Er trug die typischen Titel eines Wesirs, war aber auch Vorsteher der Doppelscheune und Vorsteher der Schatzhäuser. Außerdem war er Pyramidenstadtvorsteher, wobei es sich wiederum um einen typischen Wesirstitel handelt. Seine Grabanlage fand sich sehr zerstört, vor allem die oberirdische Kultkapelle war nicht gut erhalten. Dagegen war die eigentliche Grabkammer bei ihrer Auffindung in einem guten Zustand. Ihre Wände sind mit Darstellungen von Opfern und Grabbeigaben dekoriert. Hier sind auch die Titel von Chabauchnum/Biu überliefert. Seine genaue chronologische Einordnung innerhalb der Regierungszeit von Pepi II. ist unsicher, wahrscheinlich amtierte er eher an deren Ende. Chabauchnum/Biu ist vermutlich auch im Totentempel von König Pepi II. dargestellt. Dort erscheint ein Beamter mit dem Namen Biu und dem Titel ima-a. Der letztere Titel ist typisch für Wesire, so dass es sich hier um den Wesir handeln dürfte.